# Live from Radio City Music Hall
Live from Radio City Music Hall es un álbum en vivo de la banda Heaven and Hell publicado el 28 de agosto de 2007 por el sello Rhino Records.  Es una crónica de su actuación del 30 de marzo de 2007 en el lugar de entretenimiento Radio City Music Hall en la ciudad de Nueva York. 
Live from Radio City Music Hall también está disponible en DVD.  La Recording Industry Association of America (RIAA) le dio una certificación de oro el 5 de octubre de 2007, tras vender 100 000 unidades.

## Lista de canciones
Compuestos por Ronnie James Dio, Tony Iommi, Geezer Butler y Bill Ward salvo los indicados.

### Disco uno
1. «E5150/After All (The Dead)» (Dio, Iommi, Butler) – 8:30
2. «The Mob Rules» (Dio, Iommi, Butler) – 4:04
3. «Children of the Sea» – 6:52
4. «Lady Evil» – 5:20
5. «I» (Dio, Iommi, Butler)  – 6:27
6. «The Sign of the Southern Cross» (Dio, Iommi, Butler) – 9:06
7. «Voodoo» (Dio, Iommi, Butler)  – 7:42
8. «The Devil Cried» (Dio, Iommi)  – 11:40

### Disco dos
1. «Computer God» (Dio, Iommi, Butler)  – 6:41
2. «Falling Off the Edge of the World» (Dio, Iommi, Butler)  – 5:45
3. «Shadow of the Wind» (Dio, Iommi)  – 6:05
4. «Die Young» – 7:44
5. «Heaven and Hell» – 15:15
6. «Lonely Is the Word» – 6:48
7. «Neon Knights» – 7:58

- Fuente:[1]

## Personal
- Ronnie James Dio – voz
- Tony Iommi – guitarra
- Geezer Butler – bajo
- Vinny Appice – batería

### Producción
- Producción - Barry Ehrmann
- Dirección - Milton Lage
- Asistencia - Kris Ahrend, Dutch Cramblitt, Jason Elzy, Rich Mahan, Steve Woolard
- Ingeniería - Kooster McAllister, Paul Shatraw, Paul Special
- Mezcla - Wyn Davis, Mike Sutherland

## Fecha de lanzamientos
- 24 de agosto de 2007 en Alemania por SPV Records
- 27 de agosto de 2007 en el resto de Europa por SPV Records
- 28 de agosto de 2007 en los Estados Unidos por Rhino Records

## Posicionamientos
| Año  | País           | Lista         | Posición |
| ---- | -------------- | ------------- | -------- |
| 2007 | Estados Unidos | Billboard 200 | 99       |
| 2007 | Noruega        | VG-lista      | 2        |